# Pinelema conglobare
Espèce
Synonymes
- Telema conglobare Lin & Li, 2010

Pinelema conglobare est une espèce d'araignées aranéomorphes de la famille des Telemidae.

## Distribution
Cette espèce est endémique du Guangxi en Chine,. Elle se rencontre dans la grotte Xi’an dans le xian de Fengshan à Hechi.

## Description
Le mâle holotype mesure 1,42 mm et la femelle paratype 1,80 mm.

## Systématique et taxinomie
Cette espèce a été décrite sous le protonyme Telema conglobare par Lin et Li en 2010. Elle est placée dans le genre Pinelema par Zhao, Li et Zhang en 2020.

## Publication originale
- Lin & Li, 2010 : Long-legged cave spiders (Araneae, Telemidae) from Yunnan-Guizhou plateau, southwestern China. Zootaxa, no 2445, p. 1-34.